# 7.ª etapa del Giro de Italia 2023
La 7.ª etapa del Giro de Italia 2023 tuvo lugar el 12 de mayo de 2023 con inicio en la ciudad de Capua y final en monte  Gran Sasso d'Italia sobre un recorrido de 218 km. Esta fue ganada por el italiano Davide Bais del equipo Eolo-Kometa, mientras que el noruego Andreas Leknessund consiguió mantener el liderato.

## Clasificación de la etapa
| Capua - Gran Sasso d'Italia | etapa de montaña | (218 km) |

| \| Clasificación de la etapa \| Clasificación de la etapa \| Clasificación de la etapa \| Clasificación de la etapa \| Clasificación de la etapa \| \| Ciclista \| Ciclista \| Equipo \| Tiempo \| \| \| ------------------------- \| ------------------------- \| -------------------------- \| ------------------------- \| ------------------------- \| \| 1.º \| Davide Bais \| Eolo-Kometa \| 6 h 08 min 40 s \| \| \| 2.º \| Karel Vacek \| Team Corratec-Selle Italia \| + 9 s \| \| \| 3.º \| Simone Petilli \| Intermarché-Circus-Wanty \| + 16 s \| \| \| 4.º \| Remco Evenepoel \| Soudal Quick-Step \| + 3 min 10 s \| \| \| 5.º \| Primož Roglič \| Jumbo-Visma \| + 3 min 10 s \| \| \| 6.º \| Thibaut Pinot \| Groupama-FDJ \| + 3 min 10 s \| \| \| 7.º \| Geraint Thomas \| Ineos Grenadiers \| + 3 min 10 s \| \| \| 8.º \| João Almeida \| UAE Team Emirates \| + 3 min 10 s \| \| \| 9.º \| Edward Dunbar \| Team Jayco AlUla \| + 3 min 10 s \| \| \| 10.º \| Christian Scaroni \| Astana Qazaqstan Team \| + 3 min 10 s \| \| |                   |                            |                 |
| |                   |                            |                 |
| Fuente: ProCyclingStats |                   |                            |                 |
| Clasificación de la etapa |                   |                            |                 |
| Ciclista | Ciclista          | Equipo                     | Tiempo          |
| 1.º | Davide Bais       | Eolo-Kometa                | 6 h 08 min 40 s |
| 2.º | Karel Vacek       | Team Corratec-Selle Italia | + 9 s           |
| 3.º | Simone Petilli    | Intermarché-Circus-Wanty   | + 16 s          |
| 4.º | Remco Evenepoel   | Soudal Quick-Step          | + 3 min 10 s    |
| 5.º | Primož Roglič     | Jumbo-Visma                | + 3 min 10 s    |
| 6.º | Thibaut Pinot     | Groupama-FDJ               | + 3 min 10 s    |
| 7.º | Geraint Thomas    | Ineos Grenadiers           | + 3 min 10 s    |
| 8.º | João Almeida      | UAE Team Emirates          | + 3 min 10 s    |
| 9.º | Edward Dunbar     | Team Jayco AlUla           | + 3 min 10 s    |
| 10.º | Christian Scaroni | Astana Qazaqstan Team      | + 3 min 10 s    |

## Clasificaciones al final de la etapa

### Clasificación general(Maglia Rosa)
| \| Clasificación general \| Clasificación general \| Clasificación general \| Clasificación general \| Clasificación general \| \| Ciclista \| Ciclista \| Equipo \| Tiempo \| \| \| --------------------- \| ---------------------- \| --------------------- \| --------------------- \| --------------------- \| \| 1.º \| Andreas Leknessund \| Team DSM \| 29 h 02 min 38 s \| \| \| 2.º \| Remco Evenepoel \| Soudal Quick-Step \| + 28 s \| \| \| 3.º \| Aurélien Paret-Peintre \| AG2R Citroën Team \| + 30 s \| \| \| 4.º \| João Almeida \| UAE Team Emirates \| + 1 min 00 s \| \| \| 5.º \| Primož Roglič \| Jumbo-Visma \| + 1 min 12 s \| \| \| 6.º \| Geraint Thomas \| Ineos Grenadiers \| + 1 min 26 s \| \| \| 7.º \| Aleksandr Vlásov \| Bora-Hansgrohe \| + 1 min 26 s \| \| \| 8.º \| Tao Geoghegan Hart \| Ineos Grenadiers \| + 1 min 30 s \| \| \| 9.º \| Lennard Kämna \| Bora-Hansgrohe \| + 1 min 54 s \| \| \| 10.º \| Damiano Caruso \| Bahrain Victorious \| + 1 min 59 s \| \| |                        |                    |                  |
| |                        |                    |                  |
| Fuente: ProCyclingStats |                        |                    |                  |
| Clasificación general |                        |                    |                  |
| Ciclista | Ciclista               | Equipo             | Tiempo           |
| 1.º | Andreas Leknessund     | Team DSM           | 29 h 02 min 38 s |
| 2.º | Remco Evenepoel        | Soudal Quick-Step  | + 28 s           |
| 3.º | Aurélien Paret-Peintre | AG2R Citroën Team  | + 30 s           |
| 4.º | João Almeida           | UAE Team Emirates  | + 1 min 00 s     |
| 5.º | Primož Roglič          | Jumbo-Visma        | + 1 min 12 s     |
| 6.º | Geraint Thomas         | Ineos Grenadiers   | + 1 min 26 s     |
| 7.º | Aleksandr Vlásov       | Bora-Hansgrohe     | + 1 min 26 s     |
| 8.º | Tao Geoghegan Hart     | Ineos Grenadiers   | + 1 min 30 s     |
| 9.º | Lennard Kämna          | Bora-Hansgrohe     | + 1 min 54 s     |
| 10.º | Damiano Caruso         | Bahrain Victorious | + 1 min 59 s     |

### Clasificación por puntos(Maglia Ciclamino)
| Clasificación por puntos | Clasificación por puntos | Clasificación por puntos   | Clasificación por puntos | Clasificación por puntos |
| Ciclista                 | Ciclista                 | Equipo                     | Puntos                   |                          |
| ------------------------ | ------------------------ | -------------------------- | ------------------------ | ------------------------ |
| 1.º                      | Jonathan Milan           | Bahrain Victorious         | 110 pts                  |                          |
| 2.º                      | Kaden Groves             | Alpecin-Deceuninck         | 99 pts                   |                          |
| 3.º                      | Mads Pedersen            | Trek-Segafredo             | 87 pts                   |                          |
| 4.º                      | Michael Matthews         | Team Jayco AlUla           | 57 pts                   |                          |
| 5.º                      | David Dekker             | Arkéa-Samsic               | 40 pts                   |                          |
| 6.º                      | Aurélien Paret-Peintre   | AG2R Citroën Team          | 33 pts                   |                          |
| 7.º                      | Vincenzo Albanese        | Eolo-Kometa                | 32 pts                   |                          |
| 8.º                      | Davide Bais              | Eolo-Kometa                | 27 pts                   |                          |
| 9.º                      | Stefano Gandin           | Team Corratec-Selle Italia | 24 pts                   |                          |
| 10.º                     | Pascal Ackermann         | UAE Team Emirates          | 24 pts                   |                          |

### Clasificación de la montaña(Maglia Azzurra)
| Clasificación de la montaña | Clasificación de la montaña | Clasificación de la montaña        | Clasificación de la montaña | Clasificación de la montaña |
| Ciclista                    | Ciclista                    | Equipo                             | Puntos                      |                             |
| --------------------------- | --------------------------- | ---------------------------------- | --------------------------- | --------------------------- |
| 1.º                         | Davide Bais                 | Eolo-Kometa                        | 86 pts                      |                             |
| 2.º                         | Thibaut Pinot               | Groupama-FDJ                       | 50 pts                      |                             |
| 3.º                         | Karel Vacek                 | Team Corratec-Selle Italia         | 36 pts                      |                             |
| 4.º                         | Simone Petilli              | Intermarché-Circus-Wanty           | 32 pts                      |                             |
| 5.º                         | Amanuel Ghebreigzabhier     | Trek-Segafredo                     | 26 pts                      |                             |
| 6.º                         | Aurélien Paret-Peintre      | AG2R Citroën Team                  | 22 pts                      |                             |
| 7.º                         | Francesco Gavazzi           | Eolo-Kometa                        | 18 pts                      |                             |
| 8.º                         | Alessandro De Marchi        | Team Jayco AlUla                   | 15 pts                      |                             |
| 9.º                         | Samuele Zoccarato           | Green Project-Bardiani CSF-Faizanè | 13 pts                      |                             |
| 10.º                        | Santiago Buitrago           | Bahrain Victorious                 | 12 pts                      |                             |

### Clasificación de los jóvenes(Maglia Bianca)
| Clasificación del mejor joven | Clasificación del mejor joven | Clasificación del mejor joven | Clasificación del mejor joven | Clasificación del mejor joven |
| Ciclista                      | Ciclista                      | Equipo                        | Tiempo                        |                               |
| ----------------------------- | ----------------------------- | ----------------------------- | ----------------------------- | ----------------------------- |
| 1.º                           | Andreas Leknessund            | Team DSM                      | 29 h 02 min 38 s              |                               |
| 2.º                           | Remco Evenepoel               | Soudal Quick-Step             | + 28 s                        |                               |
| 3.º                           | João Almeida                  | UAE Team Emirates             | + 1 min 00 s                  |                               |
| 4.º                           | Thymen Arensman               | Ineos Grenadiers              | + 2 min 32 s                  |                               |
| 5.º                           | Santiago Buitrago             | Bahrain Victorious            | + 2 min 52 s                  |                               |
| 6.º                           | Einer Rubio                   | Movistar Team                 | + 3 min 35 s                  |                               |
| 7.º                           | Alexander Cepeda              | EF Education-EasyPost         | + 6 min 27 s                  |                               |
| 8.º                           | Ilan Van Wilder               | Soudal Quick-Step             | + 6 min 47 s                  |                               |
| 9.º                           | Laurens Huys                  | Intermarché-Circus-Wanty      | + 6 min 57 s                  |                               |
| 10.º                          | Michel Heßmann                | Jumbo-Visma                   | + 9 min 50 s                  |                               |

### Clasificación por equipos"Súper team"
| Clasificación por equipos | Clasificación por equipos | Clasificación por equipos | Clasificación por equipos |
| Equipo                    | Equipo                    | Tiempo                    |                           |
| ------------------------- | ------------------------- | ------------------------- | ------------------------- |
| 1.º                       | Ineos Grenadiers          | 87 h 11 min 43 s          |                           |
| 2.º                       | Bahrain Victorious        | + 2 min 15 s              |                           |
| 3.º                       | Jumbo-Visma               | + 2 min 34 s              |                           |
| 4.º                       | Bora-Hansgrohe            | + 4 min 02 s              |                           |
| 5.º                       | EF Education-EasyPost     | + 5 min 19 s              |                           |
| 6.º                       | UAE Team Emirates         | + 5 min 58 s              |                           |
| 7.º                       | Soudal Quick-Step         | + 7 min 41 s              |                           |
| 8.º                       | Israel-Premier Tech       | + 14 min 54 s             |                           |
| 9.º                       | Eolo-Kometa               | + 14 min 55 s             |                           |
| 10.º                      | Groupama-FDJ              | + 16 min 38 s             |                           |

## Abandonos
Ninguno.